# Crazyracing Kartrider
Crazyracing Kartrider (tiếng Hàn Quốc: 크레이지레이싱 카트라이더) là tựa game đua xe trực tuyến nhiều người chơi do hãng Nexon của Hàn Quốc phát triển. Game này là một phần của thương hiệu Crazy Arcade. Trò chơi thu lợi nhuận bằng việc bán các đồ vật trong các gian hàng trò chơi, bao gồm các loại xe khác nhau và cả phun sơn trang trí. Kartrider không chỉ có những chiếc xe vẽ ra theo tưởng tượng mà còn có những chiếc xe được vẽ dựa trên xe đời thực, phát triển hợp tác với công ty BMW Hàn Quốc. Đã có hơn 15.000.000 game thủ chơi phiên bản tiếng Hàn Kartrider, và hơn 25% người Hàn Quốc đã chơi qua trò này ít nhất một lần.

## Tổng quan
Phiên bản tiếng Trung của trò chơi này được đặt tên PopKart. Phiên bản close beta tiếng Anh (KartRider) bắt đầu tại Mỹ vào ngày 1 tháng 5 năm 2007 và kết thúc vào 31 tháng 5 năm 2007. Sự kiện open beta bắt đầu vào 2 tháng 10 năm 2007 và kết thúc vào 19 tháng 3 năm 2008. Phiên bản tiếng Anh hiện tại của KartRider đang bị dừng vô thời hạn, và chưa có phiên bản chính thức nào ra mắt. Hơn nữa, không có thông tin nào vè ngày phát hành được Nexon America cung cấp.
Ngày 9 tháng 9 năm 2009 KartRider đã xuất hiện ở giai đoạn Close Beta tại Việt Nam với tên BoomSpeed do VTC Game phân phối.

## KartRider: Drift
Ngày 14 tháng 11 năm 2019, Nexon đã công bố phiên bản đa nền tảng được cập nhật với tên gọi KartRider: Drift tại Microsoft's X019.
Hai thử nghiệm close beta đã diễn ra từ ngày 6 tháng 12 năm 2019 đến ngày 9 tháng 12 năm 2019 và ngày 4 tháng 6 năm 2020 đến ngày 10 tháng 6 năm 2020 cho các nền tảng Windows và Xbox One. Thử nghiệm close beta thứ ba được tổ chức từ ngày 9 tháng 12 năm 2021 đến ngày 15 tháng 12 năm 2021, bổ sung phần hỗ trợ cho PlayStation 4. Thử nghiệm open beta (gọi tắt là "Global Racing Test") bắt đầu vào ngày 1 tháng 9 năm 2022 và kết thúc vào ngày 6 tháng 9 năm 2022, bổ sung hỗ trợ cho Android và iOS.
Trò chơi được phát hành vào ngày 11 tháng 1 năm 2023 trên Windows, Android và iOS. Hỗ trợ cho PlayStation 4 và Xbox One đã được thêm vào ngày 8 tháng 3 năm 2023.